# 盜壘成功率
盜壘成功率（英語：Stolen base percentage，縮寫為） 是一種棒球術語，代表跑者盜壘成功的機率，此指標可以作為跑者盜壘能力的參考，但還是要跟盜壘次數一起看較為公平。
計算公式為：
{\displaystyle \ SB\%={\frac {SB}{SB+CS}}}
盜壘成功率 = 盜壘成功 ÷ （盜壘成功 + 盜壘失敗）
- SB：盜壘成功
- CS：盜壘失敗